# 新庄市立日新小学校
新庄市立日新小学校（しんじょうしりつ にっしんしょうがっこう）は、山形県新庄市にある公立小学校。略称は日新（にっしん）。

## 概要
新庄市街地の南にある小学校で、付近には日新中学校や県立最上学園、わくわく新宿（生涯学習センター）などの公共施設が多く立地する。市の南部を学区としており、かつて稲舟村だった区域が大半を占める。
児童数は市内で最も多い。2023年度は518人で、各学年は3学級編成である。通常学級の児童は減少が続いており、10年前（2013年度）と比較すると200人ほど減少した。一方で特別支援学級の児童は増加傾向にあり、2019年度からは10人台を推移している。
校歌は芳賀秀次郎が作詞し、海鋒義美が作曲した。歌は2番で構成され、各番の最後には校名の「日新」が盛り込まれている。校章は、尋常小学校時代の1933年に制定された。金沢八幡神社の紋章（三つ巴）の上に羽を広げた白鳩が佇むデザインとなっており、紋章の部分には校名の「日新」が記されている。羽を広げた鳩は飛び立つ様子を表しており、純真でゆとりのある人間に育ってほしいという願いが込められている。

## 沿革
日新小学校は、1903年に金沢尋常小学校と稲舟村の2校（鳥越尋常小、福田尋常小）を統合し、日新尋常高等小学校として発足したことが起源となる。前身の3校は、1872年に発せられた学制によって開校し、30年ほどの間に幾多の変遷を重ねた。
金沢尋常小学校は、「金沢学校」として1875年11月に金沢村の接引寺（北緯38度45分20.96秒 東経140度18分1.06秒 / 北緯38.7558222度 東経140.3002944度）に開校した。その後村の共有郷倉に移転し、1880年6月には16の4番地に校舎を建設して移転した。移転と同時に「日新学校」と改め、1887年4月には山屋集落や関屋集落などを学区とする山屋学校を統合し、「金沢尋常小学校」となった。山屋学校は山屋分校となるも、1892年4月に再度、山屋尋常小学校として独立した。
鳥越尋常小学校は、「鳥越学校」として1874年5月に鳥越村の如法寺（北緯38度44分23.68秒 東経140度18分49.46秒 / 北緯38.7399111度 東経140.3137389度）に開校した。1881年10月には休場集落の民家敷地に、休場分校を設けた。1887年4月、第一次小学校令により「鳥越簡易小学校」となったのと同時に、休場分校を廃止した。その後第二次小学校令が公布されると簡易小学校は廃止され、1892年4月に「鳥越尋常小学校」となった。
福田尋常小学校は、「福田学校」として1879年2月に福田村の覚性院に開校した。学制発布から7年後に開校した当校は、最上郡内でも後発となった。1884年3月に民家へ移転したのち、翌1885年5月には村有地に校舎を設けた。1887年4月には第一次小学校令により、「福田簡易小学校」と改称した。

### 年表
- 1903年（明治36年）3月6日 - 金沢・鳥越・福田尋常小学校を統合し、「日新尋常高等小学校」として開校[20]。
- 1905年（明治38年）
  - 4月 - 日新女子実業学校を併設（1906年10月17日まで）[21]。
  - 日新農業補習学校を併設[22]。
- 1919年（大正8年）4月1日 - 柏木山地区に柏木山分教場を開設[23][24]。
- 1926年（大正15年） - 日新青年訓練所を開設[24]。
- 1933年（昭和8年） - 校章を制定[6]。
- 休場分教場を開設[25]。
- 1941年（昭和16年）4月1日 - 国民学校令施行により、「新庄町日新国民学校」に改称[26]。
- 1944年（昭和19年） - 日新青年学校が独立し、校長兼務が終了[24]。
- 1946年（昭和21年）4月1日 - 柏木山地区に柏木山冬季分校を開設[27]。
- 1947年（昭和22年）4月1日 - 学校教育法が施行。「最上郡学校組合立日新小学校」に改称[28]。
- 1948年（昭和23年） - 休場分校を通年設置に移行[24]。
- 1949年（昭和24年）4月 - 市制施行により、「新庄市立日新小学校」に改称[29]。
- 1955年（昭和30年）7月19日 - 火災により、校舎の大半が焼失[30]。
- 1956年（昭和31年）10月 - 新校舎を落成。校歌を制定[24]。
- 1966年（昭和41年）3月 - PTAが文部大臣賞を受賞[24]。
- 1967年（昭和42年）3月 - 休場分校を廃止[31]。
- 1971年（昭和46年）
  - 1月 - 給食室を設置し、完全給食を開始[24]。
  - 4月1日 - 山形県立最上学園内に、最上学園分校を開設[32][33]。
- 1978年（昭和53年） - 鉄筋鉄骨コンクリート造3階建ての校舎を落成[24]。
- 1979年（昭和54年）3月31日 - 最上学園分校を廃止[34]。
- 1983年（昭和58年） - プールを落成[24]。
- 1994年（平成6年）10月 - 統計グラフコンクールにて最優秀学校賞を受賞[24]。
- 1998年（平成10年）3月31日 - 柏木山分校を廃止[24]。
- 1999年（平成11年）12月20日 - 新校舎を落成[24]。
- 2001年（平成13年）
  - 3月9日 - 新体育館を落成[24]。
  - 9月21日 - 校庭を整備[24]。
- 2005年（平成17年）10月 - 統計グラフコンクールにて最優秀学校賞を受賞（2回目）[24]。
- 2006年（平成18年）4月1日 - 角沢小学校を統合[24]。
- 2008年（平成20年）4月 - 新庄市小中一貫教育実践研究指定校に指定[24]。
- 2011年（平成23年）4月 - 授業改善プロジェクトの研究校、読書活動推進プロジェクトの研究校に指定[24]。
- 2014年（平成26年）4月 - 子どもの読書活動優秀実践校として、文部科学大臣より表彰[24]。
- 2015年（平成27年）10月 - 山形県交通安全連絡協議会より、優秀学校として表彰[24]。

## 特色のある教育活動
特筆すべき活動として、宿題がないことが挙げられる。

## 教育目標
- 志を持ち、自らを律し努力する児童生徒の育成（日新中学校と共通）
  - 行いを正し、いのちを大切にする人（徳）
  - 自ら学び、共に考え、探求する人（知）
  - 進んで心身を鍛え、粘り強く挑む人（体）
  - 地域を愛し、夢や希望を育む人（志）

出典：

## 施設概要
主な施設。面積は延床面積を記載。
- 校舎
  - 教室棟（3,989 m2[1]） - 1999年竣工の鉄筋コンクリート造3階建て[24][1]。
  - 管理棟（5,149 m2[1]） - 1999年竣工の鉄筋コンクリート造2階建て[24][1]。真上から見ると円形である。
- 体育館（1,841 m2[1]） - 2001年竣工の鉄筋コンクリート造3階建て[24][1]。
- プール
- 校庭

## 学区
- 新庄市
  - 鉄砲町、末広町、下金沢町、上金沢町、梨ノ木、下鉄砲町、下田町、金沢新町、玉の木町、玉の木新町、金沢一、金沢二、金沢四、金沢六、金沢七、幸町、末広町（大字金沢）、日の出町、三吉町、三吉新町、東山町、鳥越、稲崎、二ツ屋、拓生、柏木山、休場、市野々、松枝、松本、新松本町、仁間、福田、野際町、本宮町、松本団地、角沢、清水、芦沢

出典：

## 進学先の中学校
- 新庄市立日新中学校（新庄市松本）[2]

## アクセス

### バス
- 「金沢」バス停（山交バス・新庄市市営バス・大蔵村営バス）から徒歩で約4分

### 鉄道
- 東日本旅客鉄道（JR東日本）山形新幹線・奥羽本線（山形線）・陸羽東線・陸羽西線 - 新庄駅から徒歩で約17分

## 周辺
- わくわく新庄
- 山形県立最上学園
- 新庄市立日新中学校
- 新庄金沢町郵便局

## 著名な出身者
- 伊藤四男 - 柔道家